# Camille Schubert
Pour les articles homonymes, voir Schubert (homonymie).
Charles Edouard Camille Prilipp dit Camille Schubert, né à Paris 3e le 16 mars 1810 et mort à Montmagny le 13 novembre 1889, est un compositeur français,
Auteur de nombreux quadrilles, valses et autres musiques de danse, il était également éditeur de musique à Paris.

## Prilipp, éditeur et compositeur
Camille Prilipp était le neveu de Léon Prilipp, ouvrier chez Pleyel, qui fonda en 1816 son propre atelier de fabrication de pianos et d'édition musicale. C'est ainsi qu'après la mort d'Ignace Pleyel en 1831, les Prilipp récupérèrent une partie du catalogue, comprenant notamment des œuvres de Chopin.
Ayant étudié avec Reicha, Camille Prilipp s'était donc établi en 1834 comme éditeur de musique au 18, boulevard Montmartre. L'éditeur allemand Härtel en parle ainsi à son agent parisien Heinrich Probst :
« Qui est ce Monsieur Prilipp qui détient des parts des éditions Pleyel ? Est-ce ce petit jeune homme que j'ai vu avec vous au magasin, et des compositions duquel vous me disiez du mal ? »
Prilipp déménage quelques années après. Ainsi, selon Fétis,
« M. Prilipp [...] tint pendant de longues années, sur le boulevard des Italiens, un établissement de librairie musicale auquel il a renoncé il y a peu de temps, et qu'il achalandait surtout de ses propres œuvres, publiées sous le nom de Camille Schubert. Celles-ci, dont le nombre ne s'élève guère à moins de quatre-cents, consistaient surtout en transcriptions, fantaisies légères sur des thèmes d'origine populaires, et en morceaux de musique de danse : quadrilles, galops, polkas, rédowas, etc. »
— François-Joseph Fétis, Biographie universelle

## Le «Schubert parisien»
Dès 1827 (il a 17 ans !), Prilipp fait paraître ses premières romances. S'il publie d'abord ses œuvres sous son vrai nom (jusqu'à l'opus 6), il ne tarde pas à masquer son identité en empruntant le patronyme du célèbre Viennois. Cela n'est pas du goût de tous ! En témoigne ce savoureux échange, alors qu'il présente au Cercle Sainte-Cécile son Album Camille Schubert pour l'année 1840 :
« M. le président invite M. Prilipp à donner quelques explications sur le Schubert dont il publie les œuvres.
M. Prilipp (avec hésitation) : C'est un Schubert...
— Je vois bien que c'est un Schubert ; mais voilà déjà une infinité de Schubert qui se présentent à l'horizon musical. On ne fait plus un pas sans coudoyer une mélodie de Schubert, et c'est fort gênant.
M. Prilipp se retire un peu confus. »
En 1843 Heine n'a pas une meilleure opinion que Probst :
« Le plus misérable rebut de romances paraît ici sous le nom simulé de Camille Schubert, et les Français, qui ignorent sans doute que le prénom du véritable Schubert est François, se laissent tromper de la sorte. Pauvre Schubert ! »
— Heinrich Heine, Lutezia
Du reste, presque toute sa carrière durant, le choix de ce nom sera critiqué. Ainsi, encore en 1867 :
« Ne serait-ce pas le cas, pour l'honorable musicien qui se cache sous le nom si connu que l'on vient de lire, de renoncer à un pareil pseudonyme et de reprendre tout simplement celui qui ne peut le faire confondre avec le célèbre auteur des Lieder, celui qui lui appartient de par son acte de naissance? »

## Succès de la musique légère
La musique  légère du « Schubert parisien » semble en tout cas avoir eu un certain succès, tant par sa facilité d’exécution, comme en témoigne une revue d'époque :
« Abordable aux jeunes talents par sa facilité... »
« Le nom de l'auteur est la garantie d'un arrangement facile et agréable. »
... que par son caractère léger :
« Un nouveau recueil de quadrilles de Camille Schubert est de même appelé à une grande vogue. [...] Il deviendra indispensable dans toute soirée joyeuse, à cause de la gaieté de ses motifs et de leur habile arrangement. »
Ce succès peut se mesurer dans ce désuet poème :
L'article suivant résume bien le caractère très mondain de cette musique :
« Nous nous empressons d'annoncer à nos lectrices l'apparition prochaine de l'Album de M. Camille Schubert, l'habile
compositeur qui a signé parmi nous tant de valses élégantes et gracieuses ; tant de polkas, et de quadrilles entraînans ; tant de mélodies ravissantes! — Soit qu'il crée, soit qu'il arrange, M. Schubert est vraiment très-heureux: tout Paris fashionable aime, danse et fredonne aussitôt ses inspirations.

Le cachet particulier des œuvres de M. Schubert, et ce n'en est pas là à nos yeux le moindre mérite, est de respirer toujours certain parfum du salon aristocratique, de l'atmosphère du monde comme il faut : on voit que l'auteur connaît son monde, et que son monde n'est pas celui des bals publics. »
Au milieu du siècle, la notoriété de Camille Schubert était internationale : les plus célèbres de ses pièces étaient éditées ou rééditées en Allemagne, en Angleterre et aux États-Unis — il faut dire qu'en matière de danse, c'est Paris qui, alors, donnait le ton. Ainsi en 1847, on peut lire dans The Musical World que « Camille Schubert, Strauss [et] Redler [...] sont bien connus et très populaires ». L'article poursuit, à propos de Cinq Nouvelles Polkas :
« Elles sont certainement Cinq, mais incontestablement pas nouvelles.
Mais comment attendre de la nouveauté, quand l'accent et le rythme, la mesure et le tempo, ainsi que le caractère, etc. sont contraints d'être invariablement les mêmes, faits d'après un modèle qui doit servir pour l'éternité ? Cependant les polkas de M. Schubert sont très jolies, pétillantes, et surtout essentiellement propres à être dansées. »

## Théâtre
Camille Schubert s'essaya au théâtre : en 1858 il écrivit la musique de la « féerie-vaudeville » Les Bibelots du Diable et de la revue As-tu vu la comète, mon gas ?, spectacles de Théodore Cogniard et Clairville représentés au Théâtre des Variétés.

## Église
Connu pour sa musique légère, Camille Schubert devait vouloir être reconnu comme un compositeur sérieux : sa grande messe solennelle (op. 200) pour solistes, chœur et orchestre, fut donnée à Saint-Eustache en 1854, 1857 et 1863, au profit de la Caisse des écoles de l'arrondissement.
En 1884 il écrivit une marche pour chœur et orchestre, créée pour l'inauguration du clocher de l'église de Montmagny.